# José Manuel Galvão Teles
José Manuel Galvão Teles (Lisboa, 1938 — Lisboa, 2 de março de 2023) foi um advogado português.
Reconhecido advogado, co-fundador da sociedade Morais Leitão, em 1993 (na sequência da integração da J. Galvão Teles, Bleck, Pinto Leite & Associados, que além do nome de José Manuel Galvão Teles, levava o de Jorge Bleck e de António Pinto Leite).
Teve, ao longo da sua vida, acentuada intervenção cívica e política, antes e depois do 25 de abril de 1974 — nos anos 1960 foi presidente da Juventude Universitária Católica e do Centro Nacional de Cultura, bem como colaborador da revista O Tempo e o Modo. Seria, no final da mesma década, candidato à Assembleia Nacional pela CDE, nas eleições legislativas de 1969.
Também foi advogado de ativistas políticos contra a ditadura, encarregando-se, designadamente, da defesa do arquiteto Nuno Teotónio Pereira.
Depois da Revolução de 25 de Abril de 1974 teve intervenção partidária, como cofundador do Movimento de Esquerda Socialista (MES), acabando por deixar essa formação e integrar o Partido Socialista, de que foi dirigente nacional até aos anos 1990. 
Foi designado para exercer funções como representante de Portugal junto das Nações Unidas, de 1975 e 1976, e chefe de delegação em importantes missões de natureza política e económico-financeira. Nos anos 1970 e 80 integrou a presidência do Tribunal Internacional para Julgamento dos Crimes do Apartheid. De 1996 a 2006 foi membro do Conselho de Estado, sendo Presidente da República Jorge Sampaio.
A 8 de junho de 2005, foi agraciado com o grau de Grã-Cruz da Ordem Militar de Cristo. A 11 de novembro de 2022, foi agraciado com o grau de Grã-Cruz da Ordem da Liberdade.